# Astragalus alopecuros
Astragalus alopecuros là một loài thực vật có hoa trong họ Đậu. Loài này được Pall. ex DC. miêu tả khoa học đầu tiên năm 1802.